# Cizara sculpta
Cizara sculpta är en fjärilsart som beskrevs av Felder 1874. Cizara sculpta ingår i släktet Cizara och familjen svärmare. Inga underarter finns listade i Catalogue of Life.